# Corkite
La corkite è un minerale appartenente al gruppo della beudantite descritto nel 1857 ma nominato solamente nel 1869. Il nome deriva da quello della contea di Cork in Irlanda dove è stato scoperto.
La corkite ha una composizione analoga a quella della beudantite con il fosforo in sostituzione dell'arsenico, formando una serie completa con essa. Forma una serie completa anche con l'hinsdalite con il ferro in sostituzione dell'alluminio. Forma una serie anche con la kintoreite.

## Morfologia
La corkite si rinviene solitamente in masse o croste, talvolta in cristalli romboedrici pseudocubici fino a 2 mm.

## Origine e giacitura
La corkite, analogamente ad altri minerali del gruppo, è un minerale secondario che si forma nelle zone di ossidazione dei giacimenti metallici basici di origine idrotermale. Si rinviene associata con piromorfite, malachite, plumbojarosite, limonite e quarzo.